# Протонування
Протонування — це приєднання протона (гідрона) H+ до атома, молекули або іона. Зворотним процесом є депротонування. Деякі приклади включають:
- Протонування води сульфатною кислотою:
H2SO4 + H2O  H3O+ + HSO−
4
- Протонування ізобутену при утворенні карбокатіону:
(CH3)2C=CH2 + HBF4  (CH3)3C+ + BF−
4
- Протонування аміаку при утворенні хлориду амонію з аміаку та хлороводню:
NH3(газ) + HCl(газ) → NH4Cl(тв)

Протонування є фундаментальною хімічною реакцією та етапом багатьох стехіометричних і каталітичних процесів. Деякі іони та молекули можуть проходити більше ніж одне протонування і називаються багатоосновноми, це стосується багатьох біологічних макромолекул. Протонування і депротонування (видалення протона) відбуваються в більшості кислотно-основних реакцій, вони є основою більшості теорій кислотно-основних реакцій. Після протонування субстрату маса та заряд компонента збільшуються на одну одиницю, що робить протонування важливим кроком у певних аналітичних процедурах, таких як електророзпилювальна мас-спектрометрія. Протонування або депротонування молекули чи іона може змінити багато інших хімічних властивостей, а не лише заряд і масу, наприклад, розчинність, гідрофільність, окисно-відновний потенціал, а також оптичні властивості.

## Швидкість
Протонування часто відбувається швидко, не в останню чергу завдяки високій рухливості протонів у багатьох розчинниках. Швидкість протонування пов'язана з кислотністю протонуючих видів: протонування слабкими кислотами відбувається повільніше, ніж протонування тієї ж основи сильними кислотами. Швидкості протонування та депротонування можуть бути особливо повільними, коли протонування викликає значні структурні зміни.

## Зворотність і каталіз
Протонування зазвичай є зворотним, а структура та зв'язок основи зазвичай не змінюються під час протонування. У деяких випадках, однак, протонування викликає ізомеризацію, наприклад, цис-алкени можуть бути перетворені на транс-алкени за допомогою каталітичної кількості протонуючого агента. Багато ферментів, таких як серингідролази, діють за допомогою механізмів, які включають зворотне протонування субстратів.